# 1496 Turku
Turku (asteróide 1496) é um asteróide da cintura principal, a 1,847884 UA. Possui uma excentricidade de 0,1623481 e um período orbital de 1 196,75 dias (3,28 anos).
Turku tem uma velocidade orbital média de 20,05336069 km/s e uma inclinação de 2,5039º.
Esse asteróide foi descoberto em 22 de Setembro de 1938 por Yrjö Väisälä.